# باروخ بن نيريا

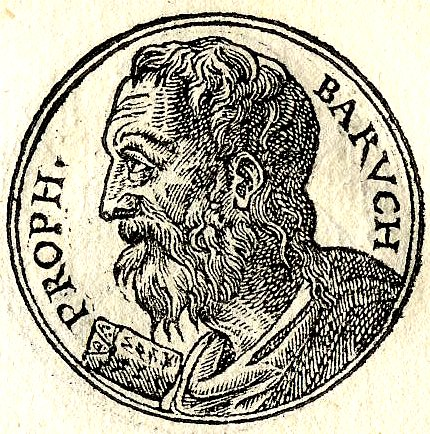
صورة تخيلية لباروخ بن نيريا

باروخ بن نيريا (بالعبرية: ברוך בן נריה) هو أحد أنبياء الذين ذكروا في الكتاب المقدس كان من رفاق النبي إرميا، بعد السبي اليهودي أرسله إرميا إلى بابل حاملاً رسالة منه إلى اليهود الذي سبيوا من أورشليم إلى بابل.